# Vinařská oblast Tokaj

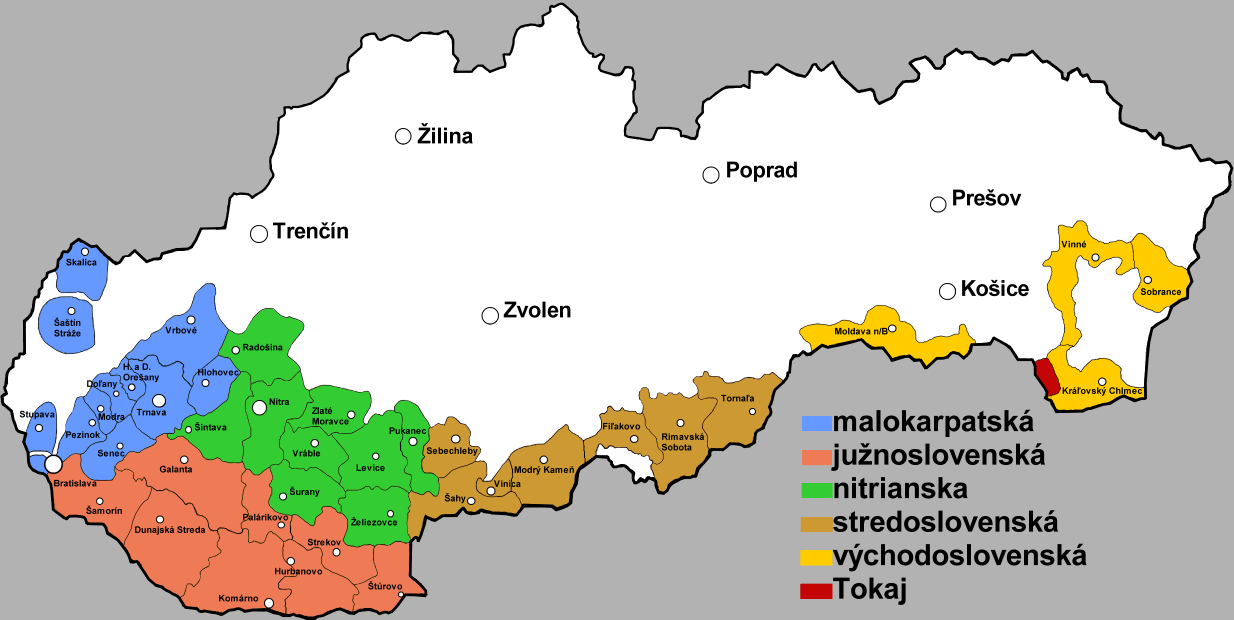
Vinařské oblasti na Slovensku,
Tokaj

Vinařské oblasti v Maďarsku,
Tokaj

Vinařská oblast  Tokaj  je geograficky uzavřená oblast vinařství v povodí řeky Bodrog, severně na Slovensku ohraničená Zemplínskými vrchy, vrchem Rozhledna 469 m a na jihu v Maďarsku ohraničená soutokem řek Tisa a Bodrog. Vzniká zde světoznámé Tokajské víno. Jak maďarská, tak i slovenská vína z tokajského regionu disponují označením původu a zeměpisných označení chráněných v EU. Výrazy "Tokaji" a "Tokaj" má registrovány Maďarsko, Slovensko pak „Vinohradnícka oblasť Tokaj“.
Je historickou i teritoriální součástí velkého tokajského regionu, jehož větší část se rozprostírá na území Maďarska (cca 5000 ha). Na Slovensku je zákonem definovaná v rozloze 907 ha.

## Tokaj na Slovensku
Vinařskou oblastí Tokaj se pro účely kontroly a regulace výroby na Slovensku rozumí její část rozkládající se na území Slovenska a je definována jako uzavřená vinařská oblast. Pro účely dohledu nad prováděním činnosti ve vinařské oblasti Tokaj, při pěstování révy, při sklizni hroznů a výrobě tokajského vína včetně dodržování technologického postupu, jsou určeny orgány státní správy a kontroly: Ministerstvo zemědělství SR, Kontrolní ústav, Státní veterinární a potravinová správa.
Tokajské sdružení je sdružení vinařů ve vinařské oblasti Tokaj. Každá obec z vinařské oblasti Tokaj vysílá do Tokajského sdružení jednoho zástupce za vinohradníky a jednoho zástupce z vinařů.
Na základě registrace ministerstvem Tokajské sdružení
1. vyhlašuje začátek sklizně hroznů po posouzení zralosti,
2. navrhuje kontrolnímu ústavu zatřídění vinařských honů,
3. rozhoduje o udělení povolení k dovozu tokajského vína do Tokaje,
4. eviduje vývoz hroznů, moštu a vína z Tokaje.

Činnost Tokajského sdružení upravují stanovy sdružení, které schvaluje ministr zemědělství.
Tato oblast je jedinečná z hlediska svých přírodních podmínek, geologický substrát představují sopečné tufy, klima je dáno dlouhým a suchým podzimem, který je zajištěn bariérou Zemplínských vrchů bránících dešťovým oblakům proniknout na jihozápad.
Jedinečná je také z hlediska odrůdového složení (odrůdy Furmint, Lipovina, Muškát žlutý a Zeta a technologie výroby vín (pomalá oxidace v dřevěných sudech). Na Slovensku však není definována jen samotná oblast, ale i jednotlivé vinařské hony, které se nacházejí výlučně na svazích, kde se sice dosahují nižší hektarové výnosy, ale jsou tam vyšší předpoklady k dosahování kvality. Je tedy nemožné přesunout vinohrady do jiných než definovaných poloh (na rozdíl od Maďarska, kde je definována pouze oblast). Takto jsou v podstatě splněna i velmi náročná kritéria kladená ve Francii na vína označovaná "Appellation d'Origine Contrôlée".

### Tokajské vinařské obce a hony
Vinařská oblast Tokaj na Slovensku je nyní pevně stanovena v rozloze 907 ha v katastrálních územích obcí Bara, Čerhov, Černochov, Malá Tŕňa, Slovenské Nové Mesto, Veľká Tŕňa a Viničky.
Tokajské vinařské plochy lze užívat jen jako vinice.
Pokud vlastník viniční trati v Tokaji neužívá viniční trať jako vinici, je povinen ji pro účely zachování ochrany vinic ve vinařské oblasti Tokaj zaměnit, pronajmout nebo ji zcela nebo zčásti prodat za přiměřenou cenu, kterou je obecná hodnota majetku podle zvláštního předpisu, tomu, kdo se smluvně výslovně zaváže nabytou viničnou trať vlastnit a užívat jako vinici.

### Vinohradnictví v Tokaji

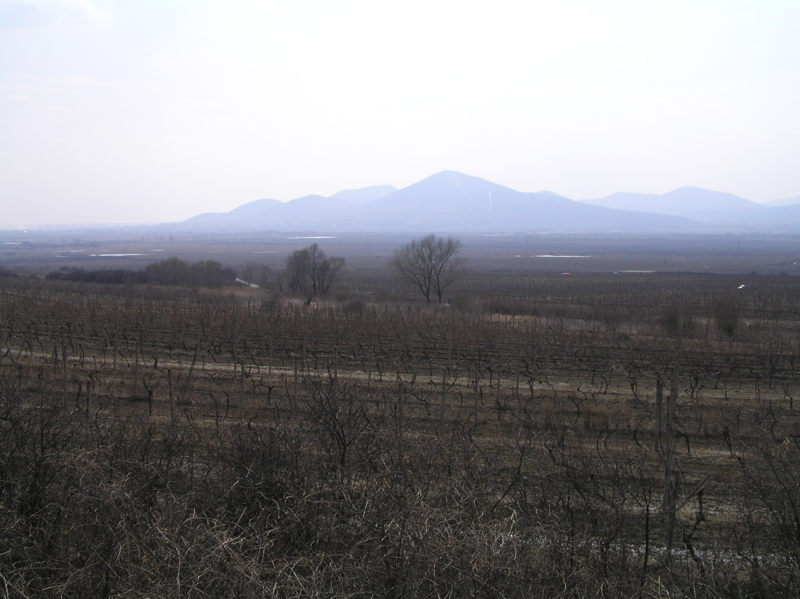
Vinohrad v Malé Tŕni

Při zakládání vinic a nahrazování uhynulých keřů vinné révy ve vinařské oblasti Tokaj na kvalifikovaných honech lze vysadit jen révové sazenice tokajských odrůd registrovaných v listině registrovaných odrůd, tedy Furmint, Lipovina, Muškát žlutý a Zeta.
Vinaři ve vinařské oblasti Tokaj oznamují hrozny vypěstované na kvalifikovaných honech před jejich sběrem pro účely vydání osvědčení jejich původu, množství, cukernatosti a zdravotního stavu na kontrolnímu ústavu.
Hrozny na výrobu tokajského vína musí být zdravé, nepoškozené, výhradně z odrůd stanovených zákonem a vypěstovaných jen na definovaných viničních tratích.
Zaměstnanec kontrolního ústavu v den sběru provede posouzení hroznů pro účely výroby tokajských vín.
Na základě posouzení stavu kontrolní ústav vydá pěstitelům révy osvědčení o hroznech, které obsahuje
1. název vinařské obce, kvalifikovaného honu a registrační číslo vinice, v němž se hrozny vypěstovaly,
2. odrůdu révy,
3. množství, cukernatost a prohlášení o zdravotní nezávadnosti hroznů,
4. hmotnostní podíl cibéb.

Začátek sklizně hroznů vyhlašuje Tokajské sdružení po posouzení zralosti.
Výnos hroznů z jednoho hektaru vinice, ze kterého se má vyrobit tokajské víno, nesmí přesáhnout 9500 kg; tuto skutečnost zkontroluje zaměstnanec kontrolního ústavu při osvědčování hroznů. Pokud vinař překročí nejvyšší hektarový výnos, musí celé množství úrody z vinařského roku uvést na trh pouze pod označením stolní víno.

### Víno z Tokaje

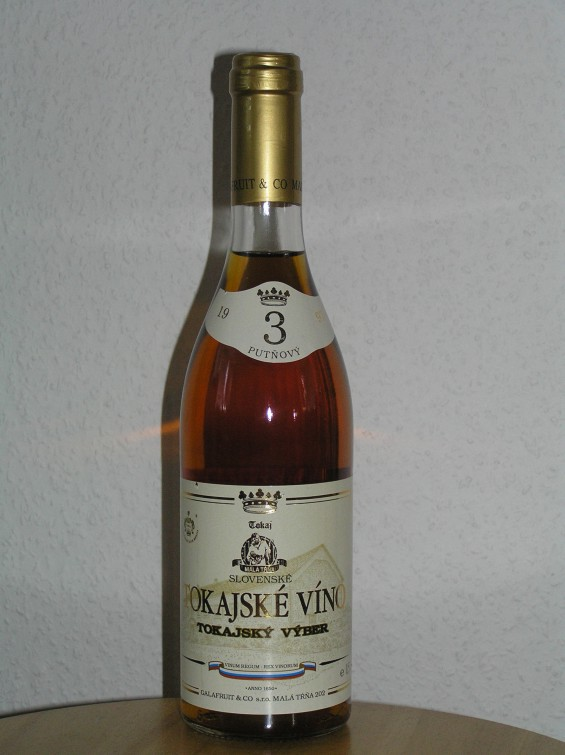
Slovenské tokajské víno

Ve vinařské oblasti Tokaj lze vyrábět
- víno bez zeměpisného označení,
- víno s chráněným zeměpisným označením,
- víno s chráněným označením původu.

Víno s chráněným označením původu lze označit jako tokajské, pouze pokud
1. se vyrábí výhradně z hroznů odrůd Furmint, Lipovina, Muškát žlutý a Zeta.
2. nejvyšší hektarový výnos nepřekročil {9500 kg/ ha nebo 14000 kg/ ha, pokud jde o víno označené jako Furmint, Lipovina a Muškát žlutý,
3. hroznům pro jeho výrobu bylo vydáno osvědčení kontrolním orgánem,
4. byla mu přiznána ochrana podle zvláštního předpisu
5. je pro něj vypracována specifikace a podmínky této specifikace splňuje.

Na označování tokajského vína s chráněným označením původu se uvádí název chráněného označení původu a lze uvádět název větší nebo menší zeměpisné jednotky, ze které víno s chráněným označením původu pochází. Název této jednotky lze uvést i jako přídavné jméno před výrazem víno.
V označení vína s chráněným označením původu lze uvádět tradiční výraz "jakostní víno", "jakostní víno s přívlastkem", "sekt vinařské oblasti", "sekt VO" nebo "pěstební sekt", nebo výraz "Districtus Slovakia Controllatus" nebo zkratka "DSC", nebo jeho symbol, pokud víno bylo certifikováno.
Tokajské víno vyrobené na území Slovenské republiky lze uvádět na trh pouze v k tomu určených lahvích. Povinnost plnění vína do lahví se nevztahuje na tokajské víno nabízené k přímé spotřebě ve sklepě výrobce.
Tradiční názvy tokajských vín:
- samorodné
  - suché
  - sladké
- výběr
- mášláš
- forditáš
- výběrová esence
- esence
- Furmint
- Lipovina
- Muškát žlutý

## Dějiny
Vinařská a vinařská oblast Tokaj je jednou z pěti oblastí na světě, v nichž lze vypěstovat hrozny na výrobu přírodně sladkých vín. Prvopočátky pěstování révy v této oblasti spadají do období nadvlády Římanů. Je všeobecně známo, že Římané měli k hroznům a obzvláště k vínu mimořádně pozitivní vztah. Po úpadku Římské říše pokračovali v pěstování révy staří Slované. Právě v tomto období se formovaly některé staré odrůdy révy. Z tohoto období se odvíjí i pojmenování celé oblasti. Podle historických pramenů je odvozeno od staroslovanského slova stokaj, což v překladu znamená soutok dvou řek – Bodrogu a Tisy.
Pěstování révy a celkový rozvoj oblasti byl zpomalen vpádem Mongolů, kdy byl tento jedinečný kraj vylidněn a vinohrady zničeny. Velkou zásluhu na rozvoji kraje a prvopočátcích výroby tokajských vín má král Béla IV., který zpustlý a vylidněný kraj kolonizoval italskými osadníky z oblasti Bari a Formini. Tito přinesli nové zkušenosti, ale hlavně základní tokajskou odrůdu – Furmint, která dává tokajskému vínu jeho nenapodobitelný a nezaměnitelný charakter.
První písemná zmínka o Tokajské oblasti je z roku 1248, kdy král Béla IV. daroval vinici a vinný domek u Sárospataku Levočskému proboštství. Od zmíněného roku jsou literární prameny o Tokaji a jeho vinicích poměrně časté.
Významný podíl na charakteru a technologickém postupu výroby tokajských vín paradoxně zanechal vpád Turků v roce 1528. Následujících zhruba 170 let zůstala celá oblast pod tureckým panstvím. Vpád Turků byl podnětem k budování tokajských sklepů v tufech, které se původně budovaly jako úkryty lidí a majetku před loupeživými vojsky a nájezdy nepřítele.
Postupem času se však zjistilo, že dlouholeté zrání vína ve sklepích má mimořádně příznivé účinky na jeho chuť a celkovou kvalitu.
První písemná zmínka o tokajských výběrech se datuje do roku 1560, kdy se v latinsko – maďarském slovníku Fabricia Balázse setkáváme s termínem cibéby. Jsou definovány jako scvrklé bobule hroznů, které se v příznivých ročnících tvoří v hroznech tokajských odrůd Furmint, Lipovina a Muškát žlutý napadených ušlechtilou formou plísně Botrytis cinerea persoon.
Z novější historie je možné zmínit založení Státní výzkumné stanice v Malé Tŕni v roce 1924, na základě její dlouholetých výsledků byl vydán zákon Slovenské národní rady ze dne 6. března 1959 "O rozvoji tokajské vinařské oblasti na Slovensku".

### Spor ČSSR vs. MLR
V roce 1965 advokátní poradna v Plzni projednávala protest firmy Monimpex v Budapešti proti používání názvu Tokajské víno při vývozu tokajského vína ze Slovenska do Rakouska. I přesto, že zástupcům firmy Monimpex (Danubia) byl vysvětlen historicko-právní nárok na označování vín jako tokajské, zástupce Monimpex odmítl všechny argumenty.
V roce 1967 uzavřeli MONIMPEX PZO Budapešť, Koospol PZO Praha a Vinařské závody, o.p. Bratislava (dále VZB op) smlouvu, podle níž slovenský subjekt nebude dodávat žádné víno do kapitalistických zemí s označením tokajské nebo připomínající tokajský původ. Koospol měl dbát na to, aby žádná jiná organizace tokajská vína ze Slovenska neexpedovala. Maďarská strana se zavázala, že ze Slovenska bude pravidelně ročně odebírat 1 000 hl tokajského vína za platby v tvrdé měně. Smlouva byla uzavřena na dobu neurčitou, s možností zrušení.
Na žádost Vinařských závodů o.p. Bratislava požádala Polytechna PZO v roce 1967 Mezinárodní úřad pro ochranu duševního vlastnictví v Ženevě o mezinárodní zápis označení původu tokajského vína. Tento úřad registraci uskutečnil 22. 11. 1967 pod registračním číslem 45 a ochranu přiznaly všechny členské státy Lisabonské dohody, s výjimkou Maďarska.
Maďarsko mělo zaregistrovanou ochrannou známku označení původu u Mezinárodního úřadu pro ochranu duševního vlastnictví v Ženevě ve znění TOKAY, TOKAJ, TOKAYER později – 11. září 1970 – pod registračním číslem 527.
V roce 1970 se na úrovni zástupců Úřadu pro patenty a vynálezy z Prahy a Budapešti o označování původu tokajské víno dohodlo na alternativě společného zápisu obou zemí. Rada Lisabonské dohody, která zasedala koncem roku 1970 v Ženevě vydala stanovisko, že nic nebrání tomu, aby totéž označení původu bylo předmětem dvou samostatných přihlášek, podaných dvěma rozdílnými národními úřady, když označení původu doprovází údaj, umožňující rozlišení, z které země dotčený výrobek pochází.
Mezinárodní úřad pro ochranu duševního vlastnictví v Ženevě o rok na to zaregistroval změnu v mezinárodním zápisu označení původu tokajského vína doplněním delokalizační doložky "z československé tokajské oblasti". Maďarsko stanovisko Rady Lisabonské dohody neakceptovalo a doložku si nedalo zaregistrovat.
Maďarská strana, využitím zkušenosti z mnoha jednání o tokajské oblasti a tokajských víně, vydala (?) v roce 1977 nařízení ministra zemědělství a výživy jako doplněk Vládního nařízení č. 36 z roku 1970, ve kterém jsou uvedena místa produkce tokajských hroznů a tedy i výroby tokajského vína v Maďarsku. Nachází se v něm 27 míst vinohradnictví a výroby tokajského vína. Tedy o 4 méně než v roce 1908, což potvrdilo, že velikost tokajské oblasti v Maďarsku není stálá.
Jednání s maďarskou stranou pokračovala. V roce 1982 v Pezinku slovenská delegace znovu argumentovala historickými údaji a nezměněnými podmínkami pěstování hroznů a výroby tokajských vín. Maďarská strana, zaznamenávajíc rozdíly mezi ČSN 56 7742 z roku 1963 a maďarskými normami MSZ 1562 a 1563 prohlásila, že podmínky pro uzavření dvoustranné dohody není možno považovat za vyhovující. Návazně na to Úřad pro vynálezy a objevy oznámil, že MLR poslala všem státům RVHP dopis, v němž navrhuje, aby se ochrana ze záznamu vynechala a podepsala se dohoda.
Maďarská strana zastávala k ochraně našeho označení tokajské víno negativní stanovisko, hledajíc stále nějaké důvody. Další jednání mezi předsedy ÚVO obou zemí se uskutečnilo v roce 1987 v Praze a jeho obsahem byla kvalita tokajského vína, kontrola jeho jakosti a vymezení tokajské oblasti.
Platnost smlouvy o vývozu tokajských vín ze Slovenska do Maďarska byla ukončena 4. července 1990, kdy maďarská strana využila průtahy v jednáních a uzavřela dvoustranné dohody s několika zeměmi o prioritě maďarského tokajského vína při jeho vývozu do těchto zemí.

#### Novodobé jednání a dohody
Slovensko mělo zájem řešit problém s uznáním teritoriálního označení vín podpořeno doporučením Evropské komise, aby se o celé věci dohodlo s Maďarskem, které však dostatečnou vůli neprojevilo. Problém způsobila Evropská unie tím, že v roce 1993 uznala exkluzivní maďarskou ochrannou známku původu.
Při jednáních v roce 1993 mezi EU a Slovensku o přípravě dohody o reciproční ochraně a kontrole názvů vín mezi EU a SR vznikl problém uznání a vývozu Slovenských vín v rámci unie, neboť Maďarsko a Unie takovou dohodu již podepsaly. V roce 1993 zahájena jednání mezi EU a Slovenskem o přípravě dohody o reciproční ochraně a kontrole názvů vín mezi EU a Slovenskou republikou (SR). Vznikl problém uznání a vývozu Slovenských vín v rámci EU, protože Maďarsko a EU takovou dohodu již podepsaly.
V rámci snahy řešit problém ochrany označování tokajských vín, se z iniciativy MP SR uskutečnilo v září 1997 v Bratislavě jednání mezi SR a Maďarskou republikou za přítomnosti zástupce EU p. Stadlera. K předloženým materiálům se zástupci MR nechtěli vyjádřit, s tím, že nejsou připraveni detailně jednat o jednotlivých bodech dohody. Znovu navrhli setkání odborníků pro posouzení výkladu dohody a požádali o zaslání písemného stanoviska. Upřesnili, že nezpochybňují existenci tokajské oblasti na Slovensku, ale dohoda mezi EU a MR prý neumožňuje vývoz tokajského vína, pocházejícího ze Slovenska.
Další jednání smíšené komise podvýboru pro denominaci tokajského vína z SR se konalo v říjnu 2001 v Budapešti. Maďarská strana znovu použila staré tvrzení se závěrem, že maďarská vína jsou jiná, než slovenská vína. Slovenská delegace argumentovala, že Slovensko má nárok historický, legislativu přehlednější, technologii přinejmenším tak dobrou jako maďarskou, přičemž rozvoj a úpravu tokajské vinařské oblasti nedělalo živelně. Navrhly se alternativy k přejmenování tokajského vína, pocházejícího ze SR, omezení území tokajské vinařské oblasti v SR na 172 ha (jako v roce 1908), stejná legislativa v SR jako MR, zavedení společného kontrolního systému pro slovenskou i maďarskou tokajskou oblast. Za splnění těchto podmínek, za spolupráce a záruk EU je možnost vytvoření společné dohody mezi SR a MR.

#### Označování Tokaj
Z chronologického přehledu jednání o označování vín z tokajské vinařské oblasti je vidět, že ani po 35 letech jednání nedošlo k dohodě, přesto, že slovenská strana musela vypracovat množství připomínek, opatření, změn v legislativě. Vždy se našel důvod, aby k dohodě o označování slovenských vín z tokajské vinařské oblasti jako tokajské nedošlo.
Závěr, že dohody o označování vín označením Tokaj lze dosáhnout, nepřímo potvrdila samotná Maďarská republika, když v roce 1995 podepsala dohodu s EU o vzájemné ochraně a kontrole jmen tokajského vína s Itálií a Francií. Paradoxem bylo, že země, která měla historické právo a tradice (rozuměj Slovensko), neměla mít právo označovat tato vína jako tokajská.

#### Odrůdová skladba
Maďarská strana v minulosti jako silný argument uváděla, že ve vinicích ve slovenské tokajské vinařské oblasti není konstantní skladba klasických odrůd. Jaká je však pravda?
Již v roce 1959 v zákoně č. 4/59 o rozvoji tokajské vinařské oblasti v § 4 je uvedeno:
Základní tokajské odrůdy jsou Furmint, Lipovina a Muškát žlutý. Vinice tokajské oblasti při zřízení a obnově musí se vysazovat révou v tomto procentuálním zastoupení:
- Furmint 65 – 75%
- Lipovina 15 – 20%
- Muškát žlutý do 10%

Případně ostatní odrůdy ušlechtilého evropského révy, nejvýše 10% (byl to Ryzlink vlašský).

#### Produkce v Maďarsku
V zákoně z roku 1908 v XLVII. článku, v kapitole II. pojednávající o tokajských víně skladba odrůd pro výrobu tokajského vína se vůbec neuvádí (ani odrůdy). Nařízení ministra zemědělství a výživy MLR 25 z roku 1970 k provedení nařízení s mocí zákona č. 36/1970 o rozvoji vinařství, ovocnářství a vinařství v příloze č. 1 uvádí odrůdy povolené na vysazování v tokajské vinařské oblasti Tokaj hegyalja (tokajské Podvrší, ne tokajská oblast): Nemes Furmint, Kiraly Furmint, Furmint Lipovina a Muškát žlutý. V nařízení ministerstva zemědělství a potravinářství z roku 1977 k vládnímu nařízení č. 36/1970 jsou uvedeny odrůdy: Furmint, Lipovina, Muškát žlutý a Oremus, tedy ke klasické skladbě je přidána jedna odrůda.
V příloze č. 3 nařízení ministerstva zemědělství č. 7/1990 se uvádějí jako doporučené odrůdy pro oblast Tokaj hegyalja Furmint, Lipovina, Muškát žlutý a Vlašský ryzlink. Tedy poměrně podstatná změna, když Oremus byl nahrazen Vlašským ryzlinkem. Konečně v zákoně MR č. 106/1997 jsou uvedenya jako charakteristická vína pro Tokaj hegyalja Furmint, Lipovina, Muškát žlutý a Oremus.
Jak vidět, zatímco ve slovenské legislativě se prakticky od roku 1959 objevují pouze povolené odrůdy (Furmint, Lipovina a Muškát žlutý), a to dokonce v předepsaném procentuálním zastoupení, na maďarské straně se s každým nařízením se měnila odrůdová skladba. Přitom platí nepsaný zákon, že pro dobrou jakost speciálních vín, charakteristických pro danou oblast, je nejdůležitější konstantní skladba, co se týče odrůdovosti a to pro každé značkové víno.

## Rozloha Tokaje
Tokajská oblast nebyla přesně vymezena a zahrnovala 21 míst pěstování révy, z nichž část obce Slovenské Nové Město a celý katastr Malé Tŕni se nachází na území Slovenska.
Zákon, ve kterém byly jmenovitě uvedena města a vesnice patřící do tokajské oblasti, byl vydán 17. prosince 1908 a v jeho XLVII. článku je uvedených již 31 měst a vesnic, tedy o 10 více než v roce 1893, z nichž se na Slovensku nacházejí dnes Viničky, Malá Tŕňa a Slovenské Nové Mesto.
První možnost pojmenování mohla být od vrchu Tokaji-hegy 515 m a pod ním ležícího města Tokaj na soutoku řek Tisa a Bodrog. Maďarské pojmenování této oblasti je Tokaj-Hegyalja (Tokaj-Podvrší).
Druhá možnost pojmenování této oblasti je od území severně od vesnice Cejkov, kde se nacházejí Tokajský vrch, Tokajské vrchy a areál Za tokajom (katastrální mapy Čejková z roku 1904). Posledně uvedené by potvrzoval i údaj v knize Z. Halásze Das Buch von Ungarwein z roku 1958, kde je udána výška vrchu Tokaj 346 m a i logické vysvětlení, že tokajské víno vzniklo dlouhým ležením v sudech daleko v horách, ve sklepích vybudovaných hluboko v zemi, sloužících někdy i jako úkryt pro obyvatele před Turky.
Zákon z roku 1908 byl plně uznáván maďarskými úřady až do roku 1958. Mnoho vinic na slovenském území totiž patřilo církevním úřadům a maďarským státním občanům, kteří sklizeň hroznů z tohoto území zpeněžovali po převezení do Maďarska ve formě tokajských vín. V letech 1939 až 1945 byla celá část tokajské oblasti na území Slovenska pod správou Maďarska.
Na základě výzkumů Státní výzkumné stanice v Malé Tŕni, která vznikla v roce 1924 a sledovala vhodnost odrůd pro tokajskou oblast, určovala nové vhodné viniční tratě a sledovala klimatické a půdní podmínky ve slovenské části tokajské oblasti, v roce 1959 nabyl platnost zákon o rozvoji tokajské vinařské oblasti na Slovensku (zákon NR SR č. 4/59). K tomuto zákonu byla vydána vyhláška ministerstva informací a lesního hospodářství č. 79, kterou se určovala místa a hony, na nichž se mohou pěstovat hrozny k výrobě tokajských vín. Celková plocha vinic v tokajské oblasti na Slovensku byla 703,10 ha.
Podobně v Maďarsku bylo vydáno společné nařízení ministra zemědělství a potravinářského průmyslu č. 2 o provedení nařízení s mocí zákona č. 23 z roku 1959 o hospodaření s ovocem a zeleninou.

## Světové dědictví UNESCO

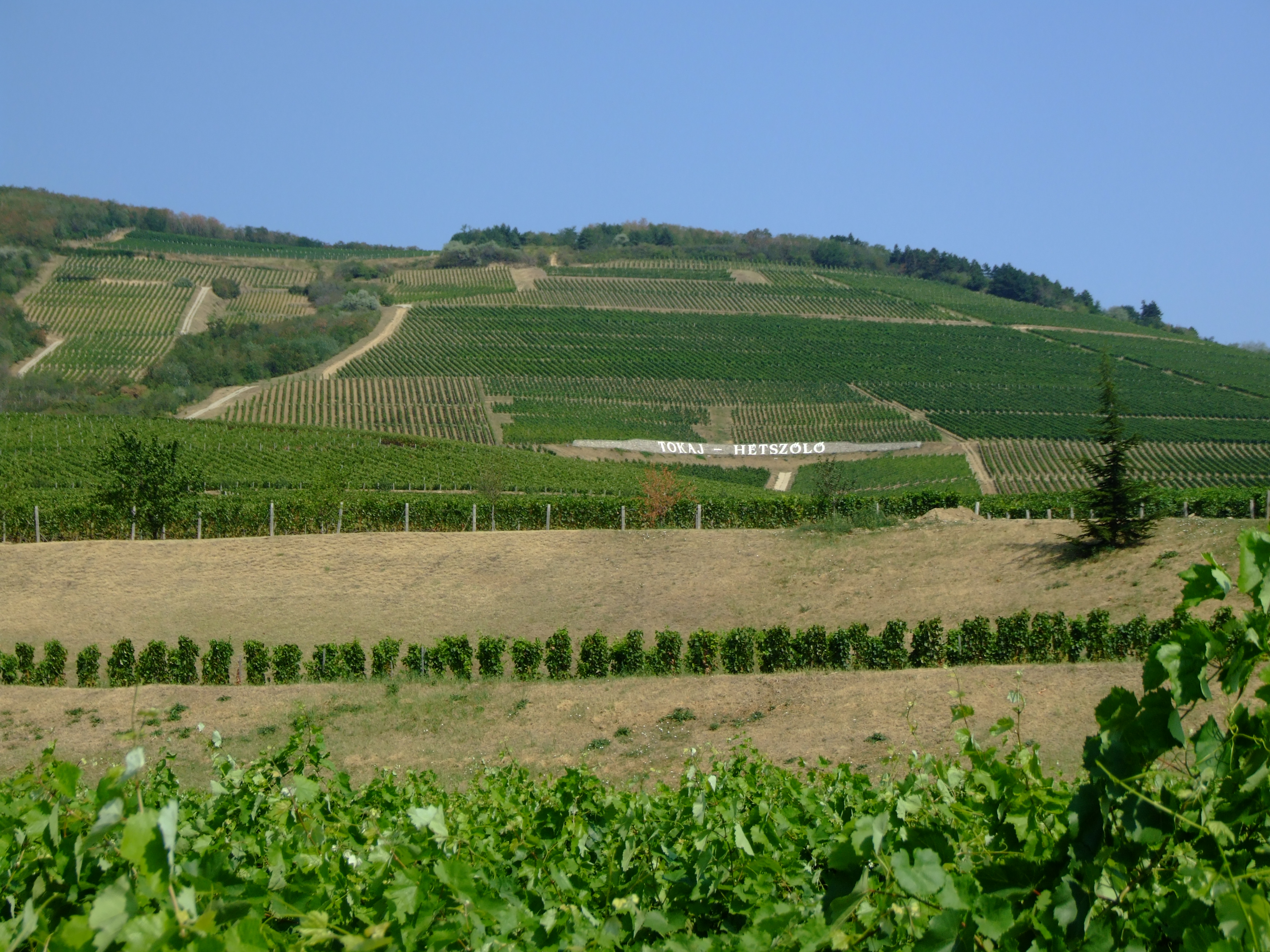
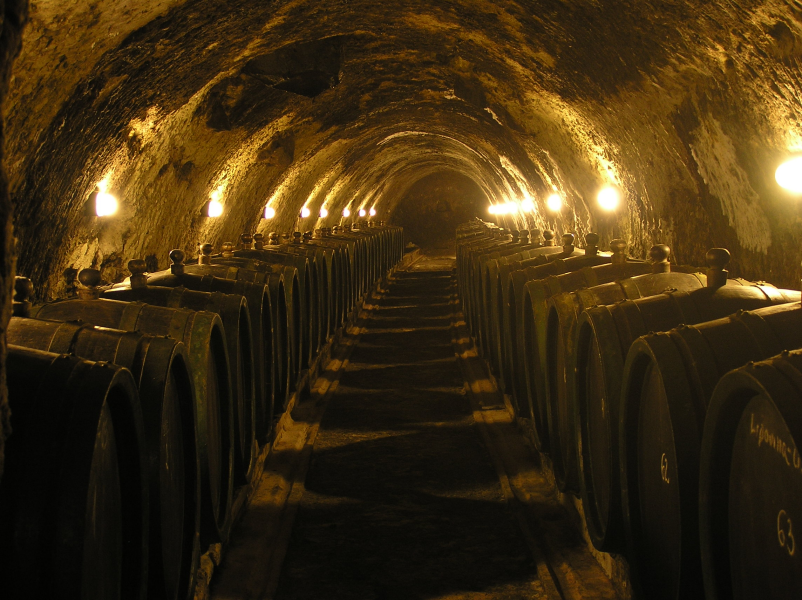

Část tokajské vinařské oblasti figuruje od roku 2002 na seznamu světového kulturního dědictví UNESCO. Jedná se o území o rozloze 132 km² severozápadně od města Tokaj. Zdejší jedinečná kombinace topografických, ekologických a klimatickým podmínek pro pěstování vinné révy společně se socio-kulturní, etnickou a náboženskou rozmanitostí obyvatelstva vytváří výjimečné kulturní dědictví celého regionu. Pod ochranu UNESCO patří i několik vinných sklepů v obcích Sátoraljaújhely, Sárospatak, Hercegkút a Tolcsva.